# Bastone (araldica)

Inquartato: nel 3º di Borbone (stemma del dipartimento dell'Ain, Francia)

Bastone o filetto in banda è un termine utilizzato in araldica per indicare una banda molto diminuita in larghezza (fr: bâton) e, spesso, scorciata (fr: péri), più sottile della cotissa.
È spesso utilizzato come elemento di brisura dello stemma per distinguere i figli cadetti dal primogenito. Nell'araldica francese si trovano due casi rilevanti:
- Borbone, Primo Principe del Sangue della Casa Reale di Francia, porta d'azzurro, a tre gigli d'oro (di Francia), brisato da un bastone scorciato di rosso in cuore;
- Vendôme, altro Principe del sangue di Francia, porta d'azzurro, a tre gigli d'oro (di Francia), brisato da un bastone scorciato di rosso caricato di tre leoncelli d'argento.

Posto in sbarra si definisce controbastone o controfiletto ed è considerato indicazione di bastardigia. Per la sbarra diminuita nel suo spessore e ridotta alla metà della larghezza normale si utilizza il termine traversa, più rispondente all'originale francese traverse, da cui deriva anche il termine traversato per indicare lo sbarrato di almeno 10 pezzi.

Bastone abbassato di rosso (Aubigny-en-Artois, Francia)